# 哈澤斯萊烏市鎮
哈澤斯萊烏市鎮（丹麥語：Haderslev Kommune）是丹麥的一個市鎮，位於日德蘭半島東岸，並包括一個名為奧爾島的小島，與菲英島隔小貝爾特海峽相望，屬南丹麥大區。面積701.98平方公里，2009年人口56,508人。行政中心为哈澤斯萊烏。